# Józef Czyż

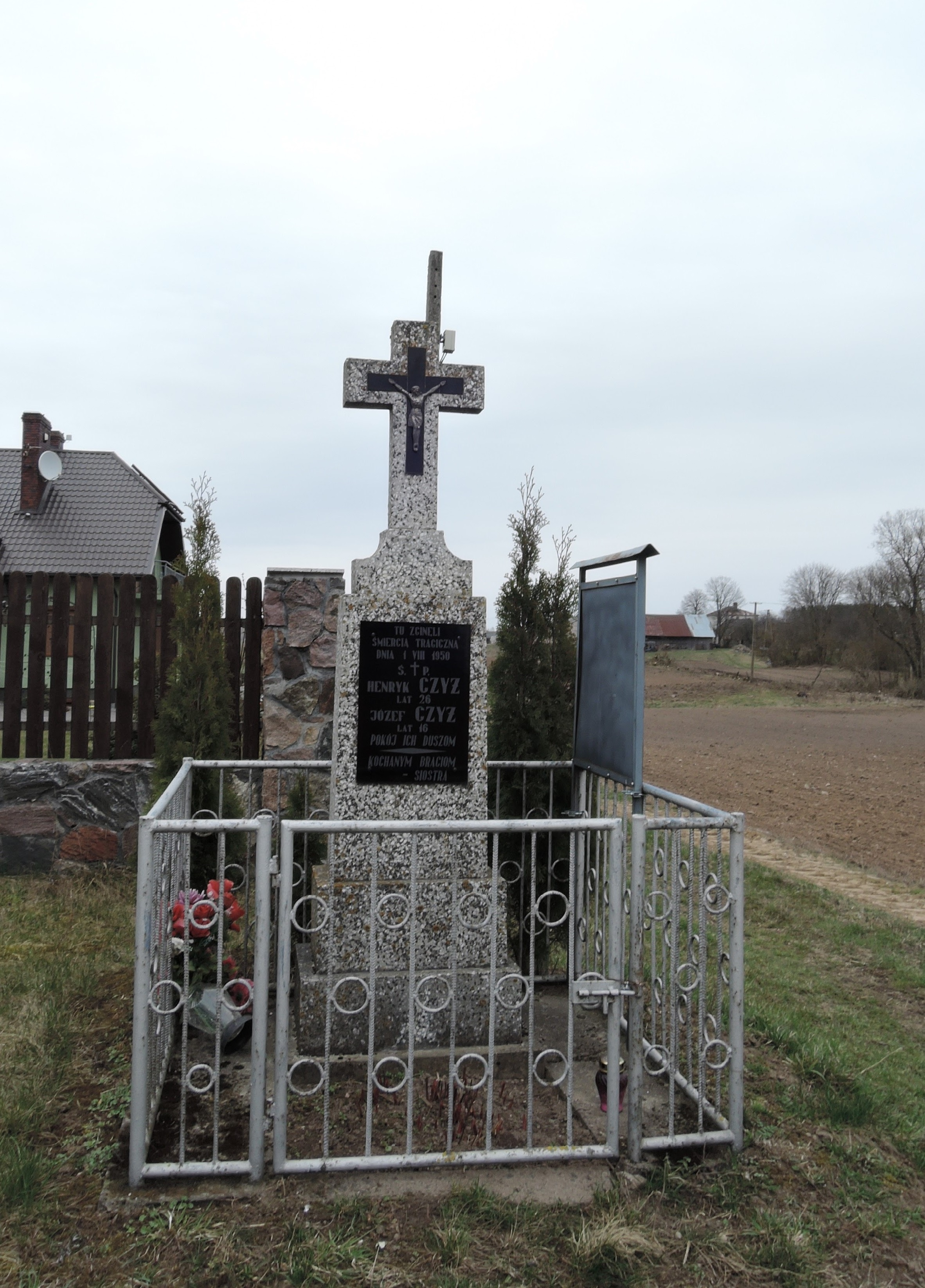
Symboliczny grób Henryka i Józefa Czyżów

Józef Czyż, ps. Kula (ur. 25 marca 1933 w Jasionowie, zm. 1 sierpnia 1950 r. w okolicach wsi Suchodoły) – członek młodzieżowej organizacji niepodległościowej Harcerska Grupa Pogromców Komunizmu (przekształcona później w Konspiracyjną Organizację Młodzieżową), żołnierz antykomunistycznego oddziału partyzanckiego.

## Życiorys
Urodził się w 1933 roku we wsi Jasionowo (ówczesna gmina Jeleniewo, obecnie gmina Szypliszki) w rodzinie Józefa i Marianny z domu Krzepeckiej. Dwaj starsi bracia, Henryk i Kazimierz służyli w czasie wojny w Armii Krajowej a następnie w Armii Krajowej Obywatelskiej i WiN. 
Po zakończeniu II wojny światowej Józef Czyż uczęszczał do liceum w Suwałkach. Tam zetknął się z kolegami, z którymi uczestniczył w działalności niepodległościowej. W grudniu 1949 roku rozbroił w Suwałkach na ulicy Krzywólskiej (obecnie ul. Szpitalna) funkcjonariusza Milicji Obywatelskiej zdobywając pistolet TT. Towarzyszył mu członek Harcerskiej Grupy Pogromców Komunizmu Jan Puczyłowski, ps. Śmigły/Śmiały. Udana akcja zaowocowała przyjęciem Józefa Czyża do HGPK.
Na początku lutego 1950 wraz z dwoma kolegami przeprowadził akcję przejęcia pieniędzy pochodzących z podatków od sołtysów wsi Okuniowiec, Żubryn, Węgielnia i Osinki. Miała ona na celu zdobycie funduszy na działalność HGPK. Uczestnikom akcji nie udało się przejąć pieniędzy ale włamano się do szkoły w Osinkach i skonfiskowano jej pieczątki oraz ostrzelano portrety Bolesława Bieruta i Michała Roli-Żymierskiego. Kolejną, tym razem udaną próbę przejęcia pieniędzy z podatków konspiratorzy przeprowadzili 27 lutego 1950 roku rekwirując 27 tysięcy złotych od sołtysa Płociczna i 37 tys. od sołtysa wsi Białe. Niedługo potem HGPK powiększyła się zmieniając nazwę na Konspiracyjną Organizację Młodzieżową. 2 marca 1950 roku Józef Czyż wraz z kolegami rozbroili przebywającego na urlopie we wsi Osinki milicjanta zdobywając kolejny pistolet TT. W marcu 1950 roku dokonali włamania do siedziby powiatowego zarządu Związku Młodzieży Polskiej, kancelarii liceum mechanicznego i siedziby hufca harcerskiego w Suwałkach, konfiskując pieczątki, druki, maszynę do pisania i papier. Ponadto zdemolowano lokal ZMP. W nocy z 13 na 14 kwietnia 1950 roli przeprowadzili akcję ekspropriacyjną w sklepie spółdzielni Samopomoc Chłopska we wsi Podwysokie, skąd zabrali odzież i buty, żywność i artykuły papiernicze. Zniszczyli również cały zapas alkoholu. Łączna wartość skonfiskowanych towarów wyniosła około 200 tys. złotych.
2 maja 1950 roku Józef Czyż wraz z trzema kolegami wyruszyli na spotkanie z oddziałem partyzanckim Piotra Burdyna (ps. Edward, Kabel, Mroźny) i Jana Sadowskiego, ps. Blady w okolice wsi Jasionowo w gminie Zaboryszki (obecnie gmina Rutka-Tartak) w celu przekazania zdobytych środków (broni, żywności, maszyny do pisania, artykułów papierniczych). Dzień wcześniej oddział przeprowadził w okolicy akcję, więc teren był patrolowany przez funkcjonariuszy Powiatowego Urzędu Bezpieczeństwa Publicznego w Suwałkach i grupy operacyjne MO i KBW. Młodzi konspiratorzy zostali zadenuncjowani i zorganizowano przeciw nim obławę. Józefowi Czyżowi wraz z dwoma kolegami (trzeci, ranny w obławie, został schwytany) udało się uciec w kierunku Kaletnika i następnego dnia, dzięki pomocy siostry Marianny, dotrzeć do oddziału Burdyna i Sadowskiego. Wszyscy trzej zostali przyjęci do oddziału.
W połowie maja 1950 do oddziału dołączył również starszy brat Józefa – Henryk Czyż. 1-2 lipca 1950 roku braciom udało się ujść z obławy KBW, MO i UB w okolicach Płociczna. 31 lipca 1950 roku powiadomili przez łącznika rodzinę, że oczekują na kontakt następnego dnia w kolonii Leszczewo. Informacja została przekazana do PUBP w Suwałkach przez Janinę Korzeniewską, mieszkającą w domu rodziców Józefa i Henryka. Zorganizowano obławę, w której wzięły udział trzy bataliony KBW. Bracia zdołali przedostać się do wsi Suchodoły. Rannego Henryka na jego prośbę dobił Józef, który następnie popełnił samobójstwo detonując granat. 
Miejsce ich pochówku nie jest znane, lecz siostra Marianna ufundowała symboliczny grób Henryka i Józefa Czyżów, który znajduje się w Suchodołach (w pobliżu Prudziszek)
25 lutego 2016 roku bracia Józef, Henryk i Kazimierz Czyżowie zostali pośmiertnie odznaczeni przez Prezydenta RP Andrzeja Dudę Krzyżami Komandorskimi Orderu Odrodzenia Polski a brat Julian i siostra Marianna Tylenda z domu Czyż, zostali uhonorowani Krzyżami Oficerskimi.